# Ambrosi Hoffmann
Ambrosi Hoffmann (n. 22 martie 1977, Davos, cantonul Graubünden, Elveția) este un schior alpin ce a reprezentat Elveția, medaliat olimpic. A participat la 3 ediții ale Jocurilor Olimpice (2002, 2006, 2010) în care a câștigat o medalie de bronz.